# Elaphidion auricomum
Elaphidion auricomum es una especie de escarabajo longicornio del género Elaphidion, categorizada en la tribu Elaphidiini, de la subfamilia Cerambycinae. Fue descrita por Lingafelter en 2008.

## Descripción
Mide 12-16 mm de longitud.

## Distribución
Se distribuye por República Dominicana.